# Teti (Sardinie)
Teti (sardinsky: Tèti) je italská obec (comune) v provincii Nuoro v regionu Sardinie. Nachází se ve výšce 714 metrů nad mořem a má 593 obyvatel. Rozloha obce je 43,91 km².